# 坎普斯頓冰川
坎普斯頓冰川（英語：Cumpston Glacier），是南極洲的冰川，位於葛拉漢地的弗因海岸，流經布賴特福斯冰川和夸特梅因冰川，最終注入米爾灣，以澳大利亞歷史學家命名，現時由南極條約體系管理。